# Mmaphashalala
Mmaphashalala è un villaggio del Botswana situato nel distretto Centrale, sottodistretto di Mahalapye. Il villaggio, secondo il censimento del 2011, conta 1.044 abitanti.

## Località
Nel territorio del villaggio sono presenti le seguenti 7 località:
- Boikanego di 1 abitante,
- Magotlhwane di 34 abitanti,
- Maphashalala Lands di 11 abitanti,
- Mmaphashalala Cattlepost di 54 abitanti,
- Poong di 1 abitante,
- Serorome di 26 abitanti,
- Seruruma di 45 abitanti